# Country Beat Jiřího Brabce
Country Beat Jiřího Brabce byla česká hudební skupina seskupená okolo pianisty, skladatele a aranžéra Jiřího Brabce, která vznikla v 2. polovině 60. let 20. století a jako první v Česku se věnovala tzv. moderní country hudbě resp. country-beatu s přesahy do běžné pop-music. Mezi její hlavní pěvecké hvězdy patřila zejména Naďa Urbánková, která s touto skupinou celkem 5 x získala ocenění Zlatý slavík a vystupovala s ní ve Spojených státech v kolébce country hudby v Nashville v Tennessee. Mezi hlavní mužské pěvecké i textařské hvězdy souboru patřil od roku 1966, kdy skupina vznikla, i její spoluzakladatel Jiří Grossmann, zpočátku také country zpěvák Ladislav Vodička a ve své době byl známý i zpívající kytarista Karel Kahovec. Skupina zpočátku po dva roky působila v divadle Semafor.
Mezi spolupracovníky nebo hosty skupiny patřili například Eva Olmerová, Jana Kratochvílová, Lída Nopová, Jiří Suchý, Milan Drobný nebo Karel Černoch. V 80. letech skupina spolupracovala i s některými zahraničními interprety, z nich nejvíce znám je George Hamilton IV. a skupina Moody Brothers.

## Složení skupiny v roce 1966
- Jiří Brabec - kapelník, klavír
- dočasně Jiří Janda ts
- Tonda Douša - pedálová steel kytara
- Pavel Říčař - kytara
- Ivan Košťál - kytara
- Václav Macháček - baskytara
- Ivan Ovčár - bicí

## Složení skupiny v roce 1970
- Jiří Brabec - kapelník, klavírista, skladatel, aranžér
- Jaroslav Hanslík - pedálová steel kytara
- Karel Kahovec - kytara, zpěv
- Vojtěch Kobylka - kytara
- Václav Macháček - baskytara
- Jiří Myslivec - bicí

## Složení skupiny v roce 1990
- Jiří Brabec - kapelník, klavírista, skladatel, aranžér
- Milena Soukupová - zpěv
- Karel Machek - bicí
- Richard Čaloun - kytara
- Pavel Soukup - akustická kytara
- Jiří Plaček - steel kytara
- Radek Kacerovský - basová kytara

## Období existence skupiny
- 1966-1991
- 2000-2003 (zpěvačka Šárka Rezková, manželka Jiřího Brabce)

## Diskografie

### LP desky
- 1969 COUNTRY BEAT JIŘÍHO BRABCE - BLIZZARD, DRAHÝ MŮJ
- 1970 COUNTRY BEAT JIŘÍHO BRABCE 2
- 1970 NAĎA URBÁNKOVÁ - DRAHÝ MŮJ
- 1972 THE BEST OF COUNTRY BEAT
- 1973 NAĎA URBÁNKOVÁ - 24 HODIN S NAĎOU URBÁNKOVOU
- 1975 COUNTRY BEAT JIŘÍHO BRABCE & NAĎA 3
- 1976 EXPRES - SKUPINA JIŘÍHO BRABCE A SÓLISTÉ
- 1976 NAĎA URBÁNKOVÁ - SPECTACLED SPECTACULAR
- 1978 NAĎA URBÁNKOVÁ - NAĎA
- 1978 J.BRABEC & THE COUNTRY BEAT PLAY 12 GOLDEN COUNTRY HITS
- 1979 J.BRABEC A COUNTRY BEAT HRAJÍ 12 ZLATÝCH HITŮ
- 1980 BRABEC - COUNTRY MUSIC
- 1980 COUNTRY BEAT JIŘÍHO BRABCE - NA STARTU
- 1983 GEORGE HAMILTON IV. - JIŘÍ BRABEC & COUNTRY BEAT
- 1984 JIŘÍ BRABEC & COUNTRY BEAT - NAĎA (2 LP)
- 1988 COUNTRY BEAT JIŘÍHO BRABCE & MOODY BROTHERS FRIENDS

### CD
- 1988 COUNTRY BEAT JIŘÍHO BRABCE & MOODY BROTHERS FRIENDS
- 1990 COUNTRY BEAT JIŘÍHO BRABCE - BIG COUNTRY HITS
- 1991 COUNTRY BEAT JIŘÍHO BRABCE - DRAHÝ MŮJ (1967-1991)
- 1995 COUNTRY BEAT JIŘÍHO BRABCE - 20 x NAĎA URBÁNKOVÁ
- 1996 COUNTRY BEAT JIŘÍHO BRABCE - 1 & 2
- 2000 NAĎA URBÁNKOVÁ - DRAHÝ MŮJ
- 2001 COUNTRY BEAT JIŘÍHO BRABCE - NAĎA URBÁNKOVÁ - ZLATÉ HITY
- 2003 NAĎA URBÁNKOVÁ - PORTRÉTY ČESKÝCH HVĚZD
- 2003 NAĎA URBÁNKOVÁ - GOLD
- 2004 COUNTRY BEAT JIŘÍHO BRABCE - NAĎA URBÁNKOVÁ - ZÁVIDÍM
- 2005 COUNTRY BEAT JIŘÍHO BRABCE - ZLATÉ HITY
- 2009 NAĎA URBÁNKOVÁ - POP GALERIE